# CD81
CD81 (synonym Tspan-28) ist ein Oberflächenprotein aus der Gruppe der Tetraspanine.

## Eigenschaften
CD81 wird von hämatopoetischen, Endothel- und Epithelzellen gebildet, aber auch von hämatopoetischen, neuroektodermalen und mesenchymalen Tumor-Zelllinien gebildet. Es kommt nicht in Erythrozyten, Blutplättchen und Neutrophilen vor. CD81 ist an der Organisation der Zellmembran, am Proteintransport, an Zellfusionen und Zellkontakten beteiligt. Im Immunsystem reguliert CD81 die immunologische Synapse, die Gruppierung von Rezeptoren in der Zellmembran und mindert die Immunantwort. CD81 bindet an Leu-13. Weiterhin bindet es an Tspan-4, CD19, CD9, PTGFRN, CD117 und CD29. Außerdem bindet es an IGSF8, CD316 und CD36 und bildet einen größeren Proteinkomplex mit CD19, CD21 und Leu-13 an der Zelloberfläche von B-Zellen.
CD81 ist ein Rezeptor für das Hepatitis-C-Virus und Plasmodien und verstärkt eine Infektion mit Listerien. Vermutlich ist CD81 der zelluläre Rezeptor für das HCMV.
CD81 ist an der Regulierung des Zellwachstums von Lymphomen beteiligt und dient als Target bei der Behandlung von Tumoren.
Weiterhin bindet CD81 Benzylsalicylat und Terfenadin.